# Riffmanta

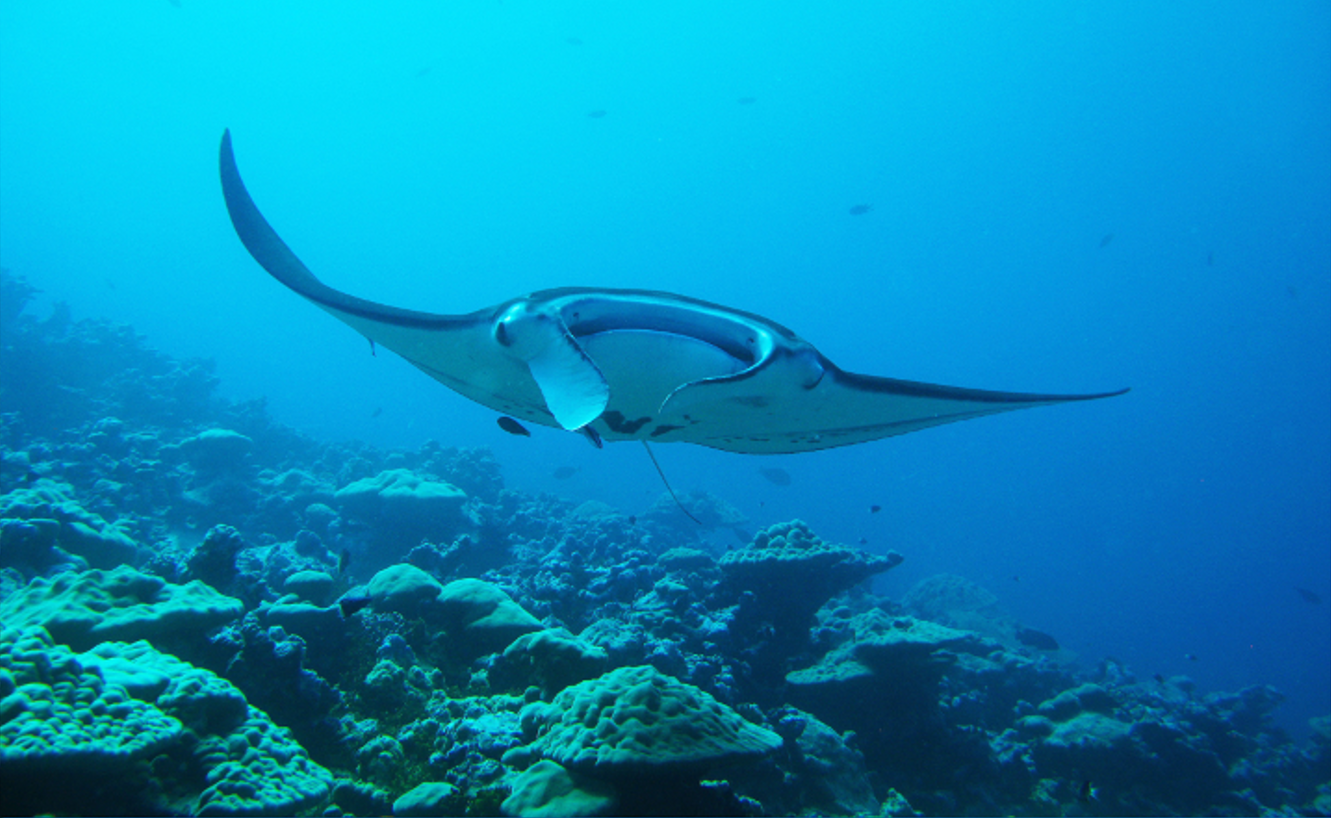
Riffmanta, Ansicht von vorn

Der Riffmanta (Mobula alfredi, Syn.: Manta alfredi) ist eine Rochenart aus der Familie der Teufelsrochen. Er kommt im Roten Meer und im Indopazifik von Südafrika bis Hawaii, Japan und Französisch-Polynesien vor und lebt im Unterschied zum teilweise ozeanischen Riesenmanta (Mobula birostris) nur küstennah. Berichte über ein Vorkommen im Atlantik, bei den Kanarischen und Kapverdischen Inseln beruhen auf Verwechselungen mit Mobula yarae. Im März 2013 wurde auf der Artenschutzkonferenz der CITES in Bangkok eine Regulierung des Handels mit Mantarochen beschlossen, die Regelung trat am 14. September 2014 in Kraft.

## Merkmale
Der Riffmanta wird einschließlich des langen peitschenartigen Schwanzes maximal fünf Meter lang und bleibt damit kleiner als der Riesenmanta. Die Spannweite der Flossen, die maximal 5,5 Meter ausmachen kann, ist 2,2 bis 2,4 mal so groß wie die Länge der Körperscheibe. Der Schwanz kann, wenn er noch intakt ist, 120 % der Länge der Körperscheibe erreichen. Ober- und Unterseite der Körperscheibe sind mit kleinen, noppenartigen Placoidschuppen bedeckt. Die der Bauchseite sind etwas größer. Der Oberkiefer ist zahnlos, der Unterkiefer ist mit sechs bis acht Reihen von kleinen, dreieckigen Zähnen besetzt. In einer Reihe stehen 142 bis 182 Zähne nebeneinander, so dass die Gesamtzahl der Zähne etwa 900 bis 1500 beträgt. Der Schwanz ist stachellos und ohne Knorpelkiele an den Seiten. Dagegen kann die Oberseite des Schwanzes unmittelbar hinter der kleinen, dreieckigen Rückenflosse Gruben aufweisen.

## Lebensweise
Der Riffmanta kommt nur küstennah, immer nur wenige Kilometer von der nächstgelegenen Landfläche oder Insel entfernt vor. Er lebt bei Fels- und Korallenriffen, an denen planktonreiches Wasser an die Wasseroberfläche strömt. Wie alle Teufelsrochen ist er ovovivipar.

## Systematik
Der Riffmanta wurde 1868 durch den australischen Zoologen Gerard Krefft  unter dem wissenschaftlichen Namen Deratoptera alfredi beschrieben und später der Gattung Manta zugeordnet. Die Gültigkeit dieser Art, wie auch aller anderen beschriebenen Mantaarten bis auf Manta birostris, wurde später in Zweifel gezogen. Im Juni 2008 berichtete die Meeresbiologin Andrea Marshall auf einem Fachkongress in Kanada erstmals über neue Indizien für zwei Mantaarten. Die zweite Mantaart wurde 2009 in der Fachzeitschrift Zootaxa, einem internationalen Fachmagazin für zoologische Taxonomie, Manta alfredi zugeordnet und die Gültigkeit der Art damit wiederhergestellt. Eine dritte, atlantische Mantaart wurde Mitte 2025 als Mobula yarae  beschrieben. Da sowohl die morphologische als auch die genetische Merkmalsausprägung der Gattung Manta innerhalb des für die Gattung Mobula angegebenen Bereichs liegt, wurde die Gattung Manta im Juni 2017 mit Mobula synonymisiert, der Riffmanta hat jetzt also die wissenschaftliche Bezeichnung Mobula alfredi.